# Corrie (North Ayrshire)
Corrie, schottisch-gälisch: An Coire ist ein Küstendorf auf der schottischen Insel Arran in der Council Area North Ayrshire. Es zieht sich entlang der Ostküste Arrans nahe der Einmündung des Kilbrannan-Sunds in den Firth of Clyde. Brodick, der Hauptort der Insel und Fährhafen, liegt rund sieben Kilometer in südlicher Richtung. Die Ortschaft zieht sich entlang der A841, der Hauptstraße von Arran.

## Geschichte
Keimzelle von Corrie ist die heute als High Corrie bezeichnete landwirtschaftliche Siedlung, die küstenferner auf einer Anhöhe gelegen ist. Die Ortschaft entwickelte sich im frühen 19. Jahrhundert mit dem Abbau und Export von Kalkstein. In der Vergangenheit liefen Dampfschiffe auf ihrer Route zwischen Lamlash und Greenock den Hafen von Corrie an. Im Jahre 1961 wurden 150 Personen in Corrie gezählt. Zehn Jahre später war die Einwohnerzahl schwach auf 143 abgesunken.
Zu den Sehenswürdigkeiten zählen die im späten 19. Jahrhundert nach einem Entwurf des schottischen Architekten John James Burnet erbaute Corrie Church, die 1894 erbaut Corrie Free Church, das Corrie Hotel sowie die Villa Cromla House.